# Willem de Vlamingh (schip, 2018)
Het MS Willem de Vlamingh is de veerboot van Rederij Doeksen die sinds januari 2021 vaart van Harlingen naar de waddeneilanden Terschelling en Vlieland v.v. Het schip is vernoemd naar de Nederlandse zeeman en ontdekkingsreiziger Willem de Vlamingh. Dit schip vaart, samen met het zusterschip MS Willem Barentsz en de bestaande schepen MS Friesland en MS Vlieland de vaste afvaarten.

## Bouw in Vietnam, transport naar Nederland en ingebruikname
De twee nieuwe schepen zijn tegelijkertijd op een werf in Vũng Tàu (Vietnam) gebouwd. In het voorjaar van 2019 zijn de schepen op het dek van een zwareladingschip van Vietnam naar Nederland overgevaren. Na de aankomst in Nederland eind mei 2019 bleek dat de schepen tijdens de overvaart waterschade hebben opgelopen door inregenen. Door de uitgebreide herstelwerkzaamheden was de ingebruikstelling van dit schip pas in september 2020.